# پ

أشكال حرف الباء المثلثة

الباء المثلثة پ حرف من الحروف الإضافية في الأبجدية العربية. يضاف هذا الحرف إلى الأبجدية العربية لترجمة بعض الأحرف الأجنبية ترجمة صوتية. هو أحد حروف الأبجدية الفارسية وهو أحد حروف الأبجدية العثمانية، ينطق شفتاني وقفي مهموس (مثل P في اللاتينية)، وهو الحرف الرابع من الأبجدية الفارسية، ليس له مقابل في اللغة العربية. يُرسم كالباء العربي، ويُرسم كالباء مع ثلاث نقاط تحته، ويُرسم أحياناً بالفاء. يستخدم في اللغة الفارسية والأردية والكردية ليمثل صوت /p/ (بالأبجدية الصوتية الدولية) غير الموجود في اللغة العربية، ويستعمل أحيانًا لذات الصوت في اللغة العربية عند كتابة الألفاظ الأجنبية. وفي اللغة الملايو يمثل الصوت السالف ذكره حرف مضاف آخر وهو الفاء المثلثة.

## تعريب الحرف
قديما عرّبت الكلمات الأعجمية التي تستخدم پاء إلى فاء، ومن الأمثلة على هذا: فستق (وأصلها بالفارسي: پسته) - فنجان (أصلها پنكان) - زرافة (أصلها: زرناپه).

## أمثلة

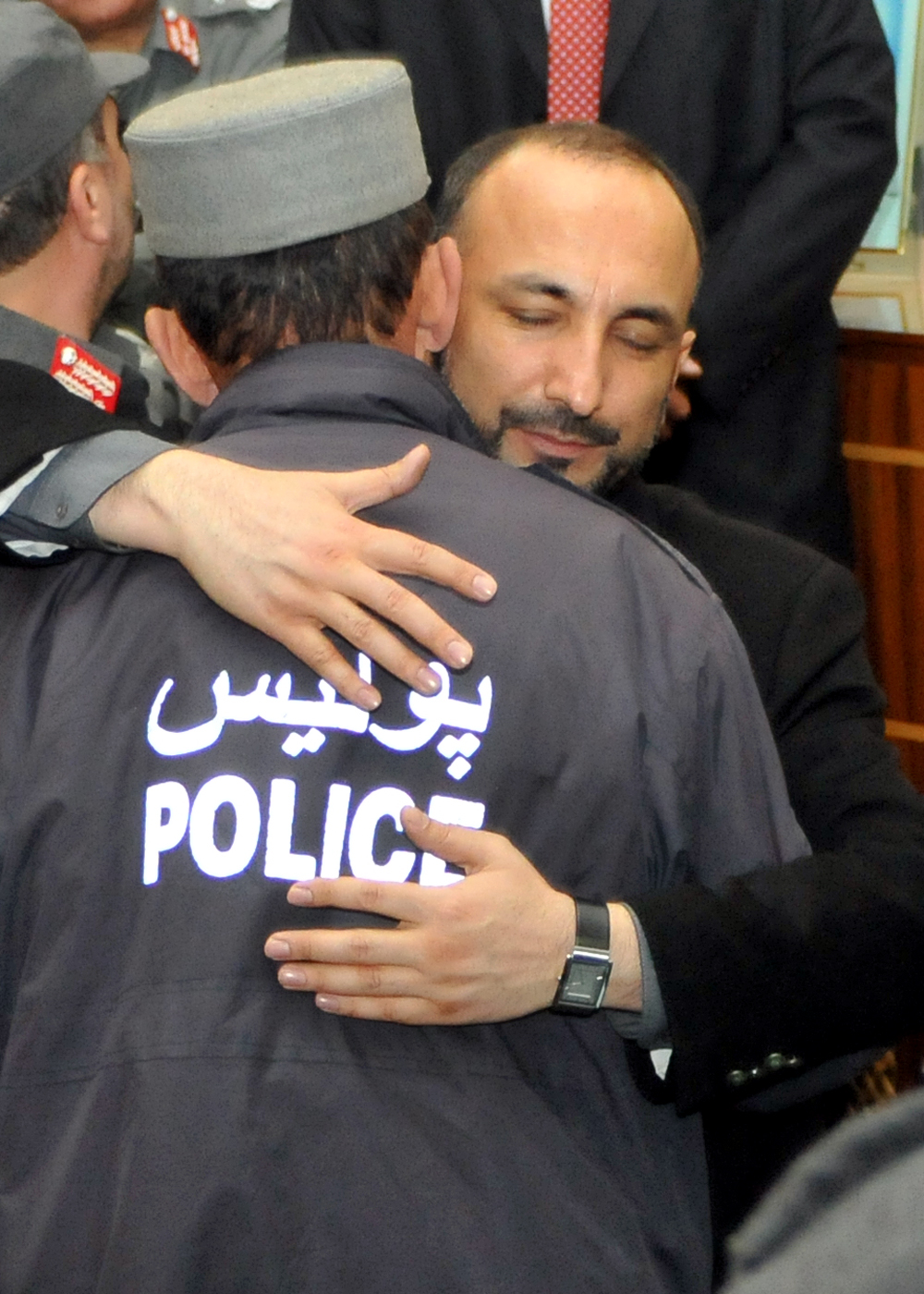
«پوليس» أفغانستان
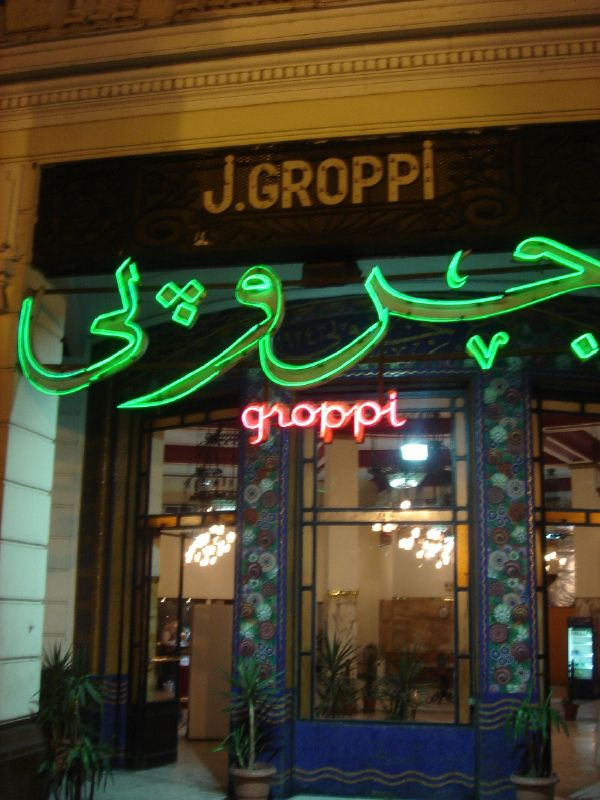
«جروپي» القاهرة
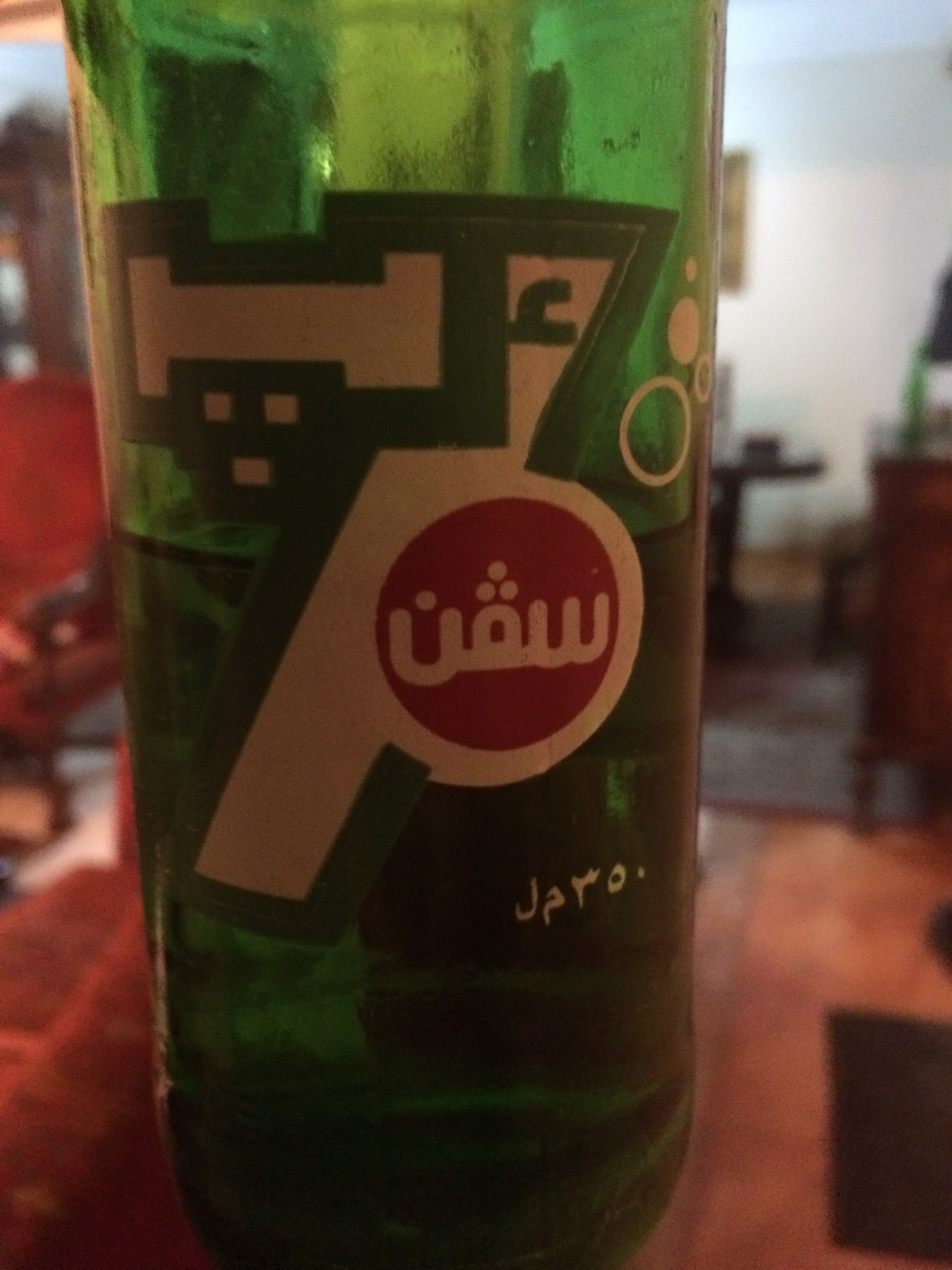
زجاجة «سڤن أپ»

## الكتابة
| الموقع من الكلمة: | معزول | بدائي | وسطي | نهائي |
| ----------------- | ----- | ----- | ---- | ----- |
| شكل الحرف:        | پ     | پـ    | ـپـ  | ـپ    |